# 格伦维尔号护卫舰
格倫維爾號護衛艦（ARA Granveille P-33）是阿根廷海軍的一艘護衛艦，以1827年與巴西作戰的吉列爾莫·恩裏克·格倫維爾命名。

## 服役歷史
最早的兩艘德魯蒙德級是1977年法國為南非海軍建造的。因時任南非政府搞種族歧視而依據聯合國418號禁令不予交付。後來，阿根廷海軍加訂了三號艦格倫維爾號，1981年6月22日服役。“格倫維爾”號正好趕上了馬島戰爭，該艦的設備與姊妹艦有些微差異。
1982年3月28日，“格倫維爾”號作為阿根廷海軍特遣隊的一部分參與了愚人節的羅薩裏奧行動。 戰爭開始后，她与她的姊妹艦作为79.4号任务小組在馬島北部展开行动，希望能抓住从英國特遣部队增援的船只。4月29日，由於懼怕英國核潛艇的報復，“格倫維爾”號作為特遣隊的一部分護送五月二十五日號航空母艦回港。
“格倫維爾”號開始的舷號是P-3。直到1985年埃斯波拉級護衛艦服役，“格倫維爾”號舷號變更為P-33。1994年，“格倫維爾”號她的姐妹们参加了由聯合國授權恢復海地民主行動，在此期间，她驻扎在波多黎各的羅斯福羅茲海軍基地。
据英国报道，1995年“格倫維爾”號骚扰了馬島周围的一些拖网渔船，並用雷達照射英國勤務船“勤奮”號。
直到2024年，她的母港一直在馬德普拉塔，多年來，她一直在阿根廷專屬經濟區執行漁業巡邏任務，並在那裡捕獲了幾艘拖網漁船。
根據2012年11月的報導，“德拉蒙德”級“由於缺乏運營費用資源，幾乎無法航行”。截至2020年，據報導只有“格倫維爾”號在2019年年中進行了改裝，其他同類船隻處於備用狀態。 “格倫維爾”號在2024年8月退役。